# آساهی، تویاما
آساهی، تویاما (به لاتین: Asahi, Toyama) یک منطقهٔ مسکونی در ژاپن است که در استان تویاما واقع شده‌است. آساهی ۱۵٬۰۹۱ نفر جمعیت دارد.